# Ard el ahlam
Ard el ahlam é um filme de drama egípcio de 1993 dirigido e escrito por Daoud Abdel Sayed. Foi selecionado como representante do Egito à edição do Oscar 1994, organizada pela Academia de Artes e Ciências Cinematográficas.

## Elenco
- Faten Hamama - Nargis
- Yehia El-Fakharany - Raouf
- Hesham Selim - Magdi
- Ola Rami - filha